# تينتو براس

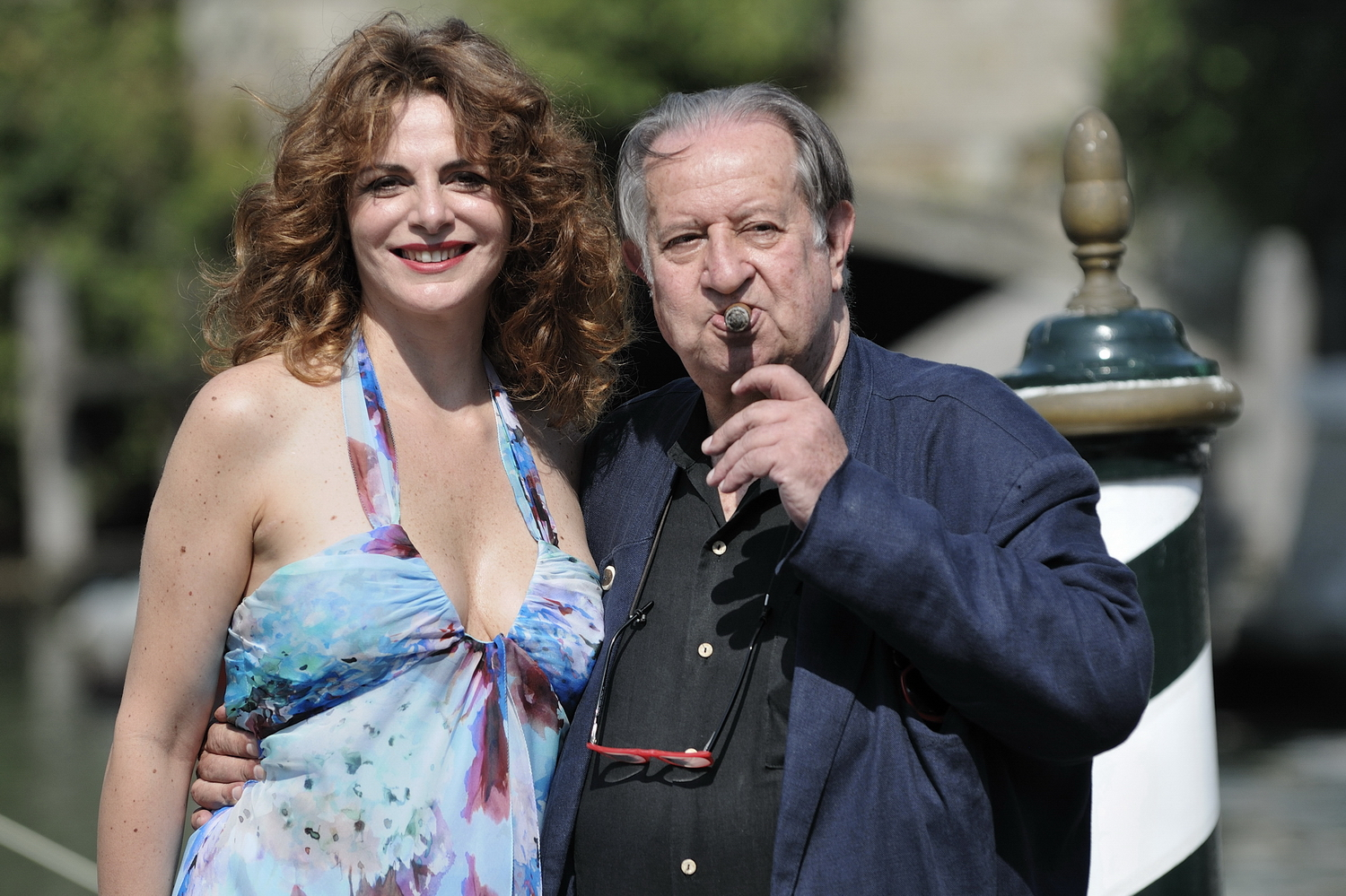
تينتو براس في مهرجان البندقية السينمائي عام 2009

جيوفاني براس (بالإنجليزية: Giovanni Brass)‏ (ولد في 26 مارس 1933)، أو كما يعرف  تينتو براس (بالإنجليزية: Tinto Brass)‏، هو صانع أفلام إيطالي. ويشتهر خاصة بإنتاج الأفلام الإباحية. وأصيب في أبريل 2010 بنزف في الجمجمة.

## قائمة الأفلام
- In capo al mondo or Chi lavora è perduto (1963)
- Ça ira - Il fiume della rivolta (1964)
- La mia signora (1964)
- Il disco volante (1964)
- Yankee (1966)
- Col cuore in gola (1967)
- L'urlo (1968)
- Nerosubianco (1969)
- Dropout (1970)
- La vacanza (1971)
- Salon Kitty (1975)
- كاليغولا (1979)
- Action (1980)
- La Chiave (1983)
- Miranda (1985)
- Capriccio (1987)
- Snack Bar Budapest (1988)
- بابريكا (1991)
- Così fan tutte (1992)
- The Voyeur (1994)
- Fermo posta Tinto Brass (1995)
- Monella (1997)
- ترسجردير (2000)
- Senso '45 (2002)
- Fallo! (aka Do It!) (2003)
- Monamour (2005)
- Chi ha ucciso Caligola? (مرحلة ما قبل الإنتاج)

## وصلات خارجية
- الموقع الرسمي نسخة محفوظة 30 ديسمبر 2010 على موقع واي باك مشين.
- أفلام تينتو براس نسخة محفوظة 20 أكتوبر 2010 على موقع واي باك مشين.
- تينتو براس على موقع IMDb (الإنجليزية)
- تينتو براس على موقع ألو سيني (الفرنسية)
- تينتو براس على موقع أول موفي (الإنجليزية)
- تينتو براس على موقع قاعدة بيانات الأفلام السويدية (السويدية)
- تينتو براس على موقع إن إن دي بي (الإنجليزية)
- تينتو براس على موقع قاعدة بيانات الفيلم (الإنجليزية)
- تينتو براس على موقع كينوبويسك (الروسية)
- تينتو براس
- أفلام تينتو براس نسخة محفوظة 22 مايو 2015 على موقع واي باك مشين.